# The Clan Pt. 1 Lost
 The Clan Pt. 1 Lost (стилиризуется The Clan Pt. 1 'LOST) — третий мини-альбом южнокорейского бой-бенд Monsta X, выпущенный Starship Entertainment 18 мая 2016 года и распространенный Kakao M. альбом содержит шесть песен, в том числе синглы «Ex Girl» и «All In». Альбом является первой частью серии The CLAN.

## Трек-лист
| №                   | Название                             | Текст песни                                 | Музыка                          | Аранжировка           | Длительность |
| ------------------- | ------------------------------------ | ------------------------------------------- | ------------------------------- | --------------------- | ------------ |
| 1.                  | «Ex Girl» (при уч. Хвиин из Mamamoo) | ESBEE Jooheon I.M                           | 리시 ESBEE                      | 리시 ESBEE            | 3:23         |
| 2.                  | «걸어» (All In)                      | ESBEE Stereo 14 리시 Mad Clown Jooheon I.M  | 리시 Stereo 14 ESBEE Brother Su | 리시 Stereo 14 ESBEE  | 3:10         |
| 3.                  | «네게만 집착해» (Stuck)              | Punch Sound Seo Jieum Jooheon I.M           | Punch Sound                     | Punch Sound           | 3:45         |
| 4.                  | «백설탕» (Sweetheart)                | Jooheon I.M Jeongmin                        | Jooheon I.M Jeongmin            | Jeongmin              | 3:15         |
| 5.                  | «반칙이야» (Unfair Love)             | Kiggen Stereo 14 리시 Seo Jieum Jooheon I.M | Stereo 14 리시 Kiggen           | Stereo 14 리시 Kiggen | 3:18         |
| 6.                  | «Because of U»                       | Rescue the Beat Jooheon I.M                 | Rescue the Beat                 | Rescue the Beat       | 3:03         |
| Общая длительность: | Общая длительность:                  | Общая длительность:                         | Общая длительность:             | Общая длительность:   | 19:54        |

## Релиз
В апреле 2016 года участники MONSTA X объявили, что выпустят 2.5 части или даже целую трилогию под названием THE CLAN, раскрывающую первый концепт (первую часть истории) — LOST. Шесть треков из нового мини-альбома вращаются вокруг концепта потери и боли, о внутреннем мире молодых людей и желании изменить мир. Участники группы Чжухон и I.M смогли сполна продемонстрировать свои композиторские навыки в этом мини-альбоме. Предварительно выпущенный трек «Ex Girl», при участии Чон Хви Ин из Mamamoo, был выпущен 9 мая. Он представляет собой мягкий R&B-трек, описывающий страдание из-за потери близкого человека. «All In», заглавный трек альбома, был выпущен 18 мая. Это трек жанра хип-хоп, подчёркивающий мощное звучание группы. Музыкальный клип на заглавный трек был выпущен в тот же день на официальных каналах Starship и 1theK на YouTube. Группа провела шоукейс для презентации нового альбома 18 мая в Yes24 Live Hall в Сеуле, который транслировался в прямом эфире на V App от Naver.

## Позиции в чартах
| Чарт (2016)                        | Высшая позиция |
| Альбом                             | Альбом         |
| ---------------------------------- | -------------- |
| South Korean Albums (Gaon)         | 3              |
| Japanese Albums (Oricon)           | 37             |
| США (Billboard World Albums)       | 5              |
| Песня                              |                |
| South Korea (Gaon)                 | 159            |
| US World Digital Songs (Billboard) | 6              |

| Чарт (2016)                | Высшая позиция |
| Альбом                     | Альбом         |
| -------------------------- | -------------- |
| South Korean Albums (Gaon) | 6              |

| Чарт (2016)                | Высшая позиция |
| Альбом                     | Альбом         |
| -------------------------- | -------------- |
| South Korean Albums (Gaon) | 29             |

## Продажи
| Регион             | Продажи |
| Альбом             | Альбом  |
| ------------------ | ------- |
| South Korea (Gaon) | 94,108  |

## Номинации и награды
| Публикация | Список                       | Ранг   | Прим.  |
| Альбом     | Альбом                       | Альбом | Альбом |
| ---------- | ---------------------------- | ------ | ------ |
| KultScene  | «Лучший K-pop альбом 2016»   | N/A    | [ 10 ] |
| Песня      |                              |        |        |
| KultScene  | «50 лучших K-pop песен 2016» | 21     | [ 11 ] |

| №                       | Год    | Награда                                          | Номинированная работа | Результат | Прим.  |
| Альбом                  | Альбом | Альбом                                           | Альбом                | Альбом    | Альбом |
| ----------------------- | ------ | ------------------------------------------------ | --------------------- | --------- | ------ |
| Golden Disk Awards      |        |                                                  |                       |           |        |
| 31-я                    | 2017   | Диск Бонсан                                      | The Clan Pt. 1 Lost   | Победа    | [ 12 ] |
| Песня                   |        |                                                  |                       |           |        |
| Mnet Asian Music Awards |        |                                                  |                       |           |        |
| 18-я                    | 2016   | Лучшее танцевальное выступление — мужская группа | «All In»              | Номинация | [ 13 ] |